# Palosaari (ö i Finland, Lappland, Rovaniemi, lat 65,88, long 26,71)
Palosaari är en ö i Finland. Den ligger i sjön Luiminkajärvi och i kommunen Ranua i den ekonomiska regionen  Rovaniemi ekonomiska region  och landskapet Lappland, i den norra delen av landet, 600 km norr om huvudstaden Helsingfors. Öns area är 0,8 hektar och dess största längd är 270 meter i nord-sydlig riktning.